# Burg Doubravská hora
Die Burg Doubravská Hora (deutsch Daubersberg) ist die Ruine einer Höhenburg auf dem gleichnamigen Berg am östlichen Stadtrand von Teplice (Teplitz) in Tschechien. Die ursprüngliche Anlage wurde im 19. Jahrhundert mit neueren Gebäuden, darunter einer Ausflugsgaststätte, überbaut. Neben den Hauptgebäuden befanden sich bei der Burg ursprünglich mehrere Kanonentürme, von denen einige Überreste noch heute vorhanden sind. Seit 1964 ist die Anlage als Kulturdenkmal geschützt.

## Geschichte
Die Burg wurde 1478 durch Johann Illburg von Wresowitz (tschechisch Jan Illburg z Vřesovic) erbaut.
Die Burganlage erhielt bei größeren Umbauten im 16. Jahrhundert einen Sicherungsring aus Bastionen. Im Dreißigjährigen Krieg wurde die Schließung der Burg angeordnet. Durch ihre moderne Befestigung bestand seitens des Kaisers Sorge, dass sie als Unterschlupf der Aufständischen dienen könnte. Seit 1655 galt die Burg als verlassen.
Burgenforscher Otto Piper schreibt über die Burg: „Hier entstammt die innere Umfassung mit den Rondellen jedenfalls einem nach 1478 ausgeführten wesentlichen Neubau der Burg, zu welchem dann die weitere, sternförmige- besonders noch im Nordosten aus einem kasemattierten Wall mit senkrechter Futtermauer, nach innen und geböschter nach außen bestehend- nach 1590 hinzukam. 1632 sollen dann noch als Aussenwerke Sternschanzen hergestellt worden sein.“

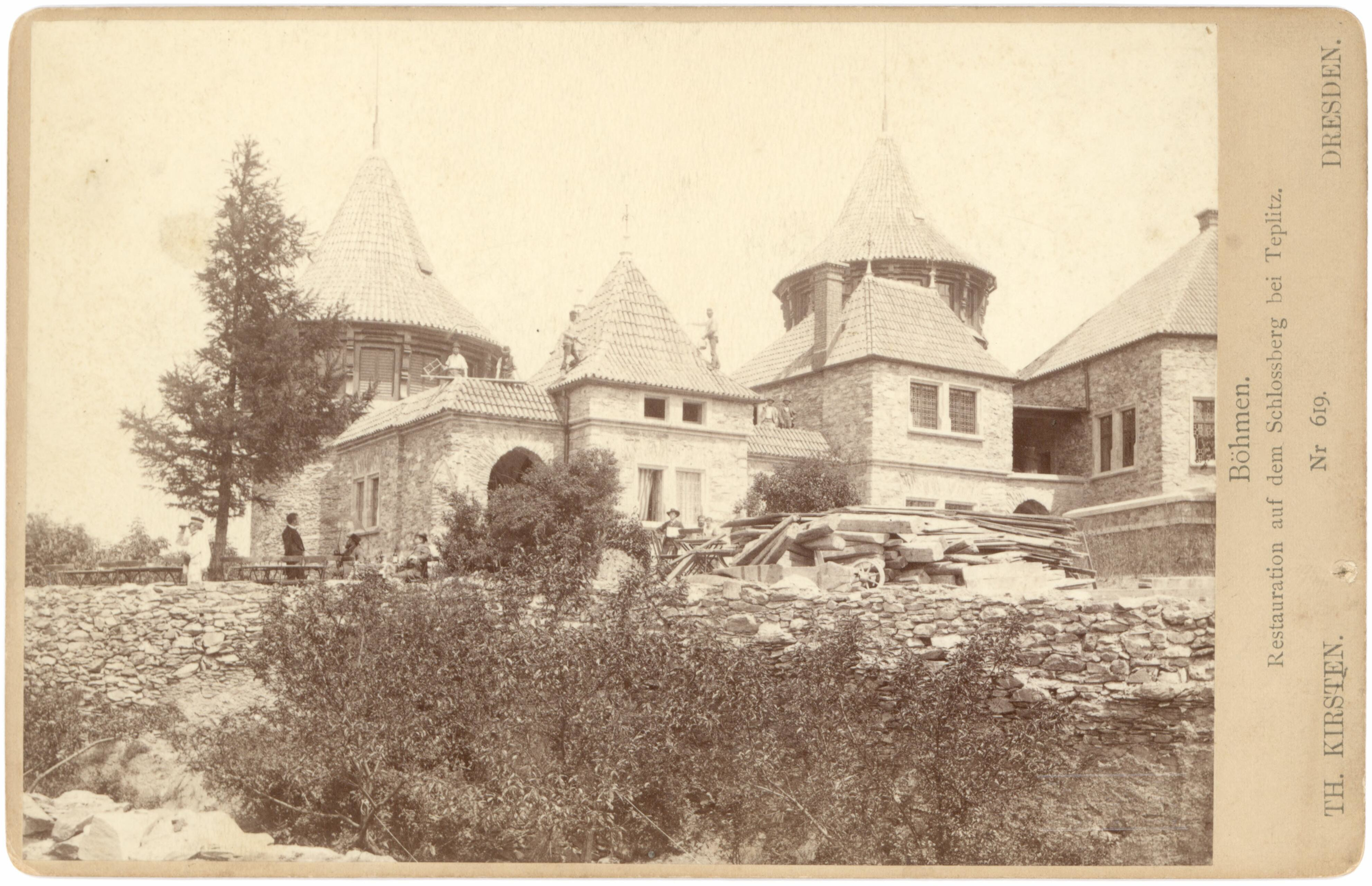
„Böhmen. Restauration auf dem Schlossberg bei Teplitz“;
um 1900, Carte cabinet Nr. 619 von Theodor Kirsthen; Bayerisches Hauptstaatsarchiv

Die heute noch in Resten vorhandene Burganlage mit den Kanonentürmen und Rondellen ist als Festungsanlage einzustufen. Weswegen ein weiterer Ausbau der Anlage später auch vom Kaiser untersagt wurde. Neben einigen Kanonentürmen und winkligen Bastionen blieben auch Reste von Kasematten oder Ganganlagen an der Nordostseite der Befestigungen erhalten. Piper zeigt auch einen Grundriss der Anlage (Fig.618, S. 616). Auf den Seiten 422 und 461 befinden sich weitere Erläuterungen zu Baudetails der Anlage.